# Санта Кроче (Пезаро и Урбино)
Санта Кроче је насеље у Италији у округу Пезаро и Урбино, региону Марке.
Према процени из 2011. у насељу је живело 117 становника. Насеље се налази на надморској висини од 111 м.